# Gäddsjön, Jämtland
Gäddsjön är en sjö i Bräcke kommun i Jämtland och ingår i Ljungans huvudavrinningsområde. Sjön är 7 meter djup, har en yta på 0,175 kvadratkilometer och är belägen 358,1 meter över havet.

## Delavrinningsområde
Gäddsjön ingår i det delavrinningsområde (696192-145703) som SMHI kallar för Utloppet av Vaxsjön. Medelhöjden är 368 meter över havet och ytan är 17,36 kvadratkilometer. Räknas de 13 avrinningsområdena uppströms in blir den ackumulerade arean 119,74 kvadratkilometer. Vaxsjöån som avvattnar avrinningsområdet har biflödesordning 3, vilket innebär att vattnet flödar genom totalt 3 vattendrag innan det når havet efter 232 kilometer. Avrinningsområdet består mestadels av skog (78 procent). Avrinningsområdet har 1,58 kvadratkilometer vattenytor vilket ger det en sjöprocent på 9,1 procent.